# 葡國雞

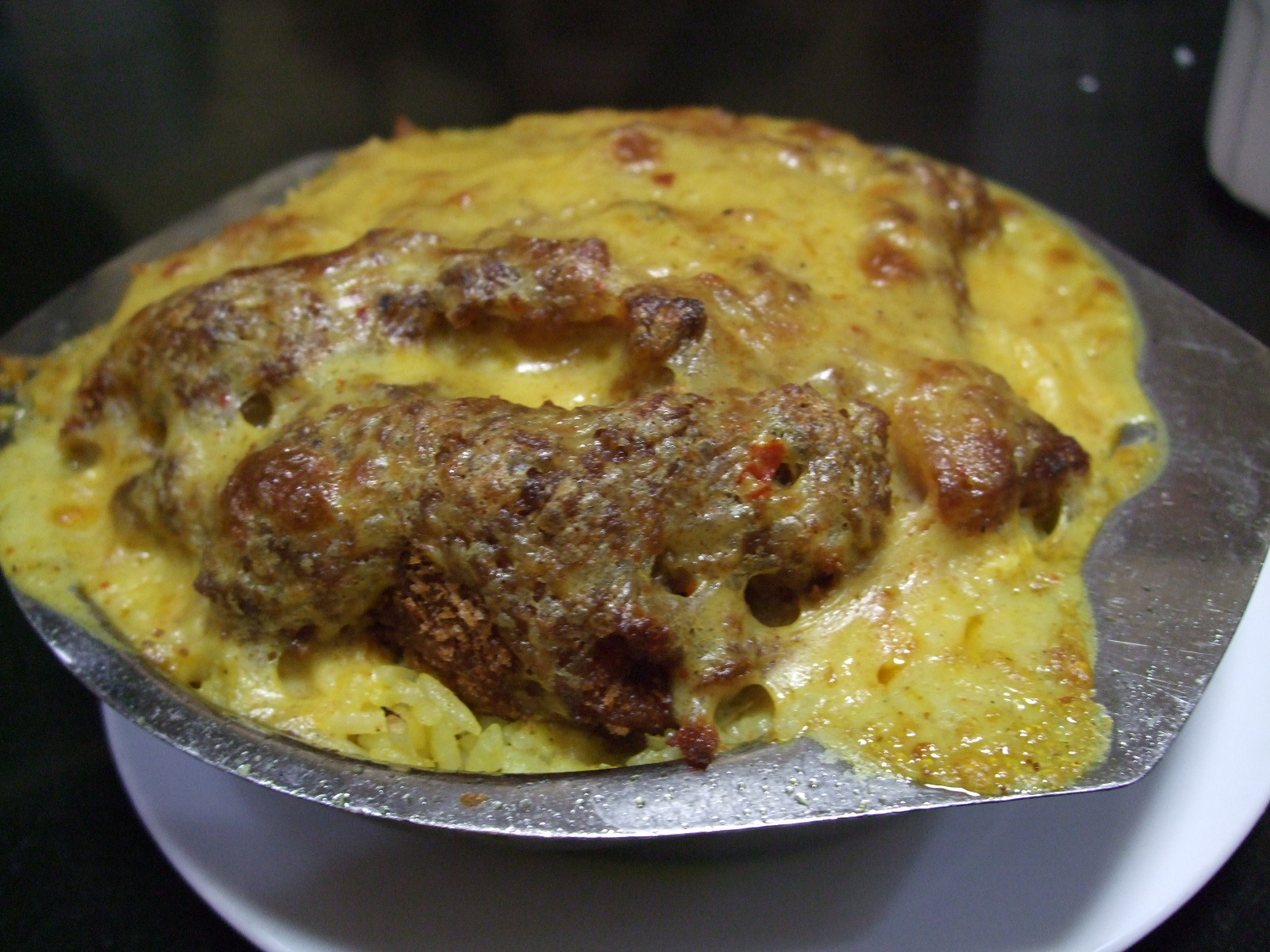
葡國雞

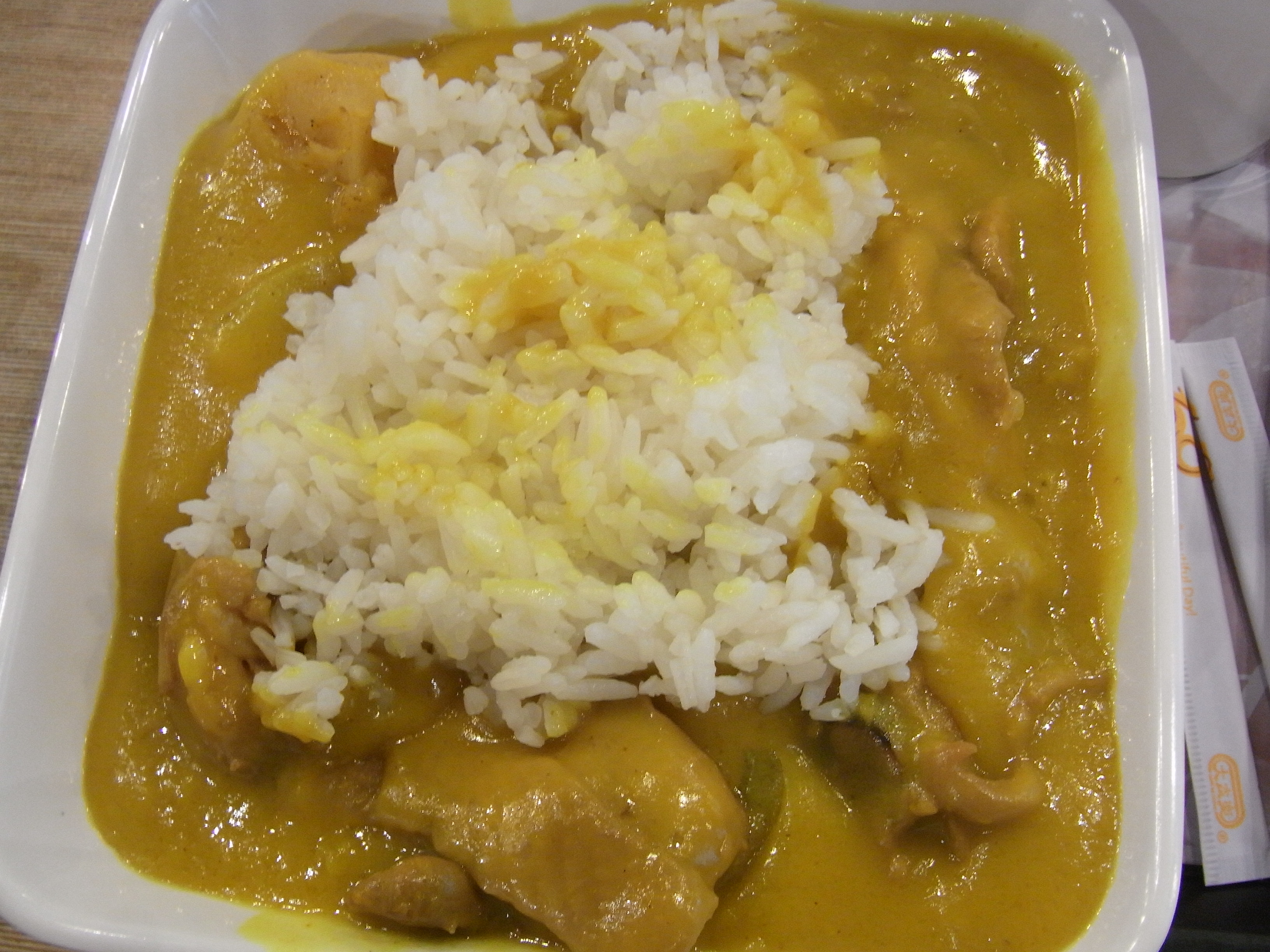
香港大家樂快餐店購得的葡國雞飯

葡國雞（葡萄牙語：Galinha à Portuguesa）是澳門菜的特色菜之一。以雞肉、馬鈴薯，胡蘿蔔、洋葱、加入椰子汁、薑黃粉，燜煮而成。常佐以白飯。虽然名为葡国鸡，但这道菜并非葡萄牙原有的，而是地道的澳门菜。調製葡國雞的調味汁（稱為葡汁）亦可以烹調蔬菜，如葡汁燴四蔬。

## 葡國雞食品
- 焗葡國雞飯
- 葡汁雞皇飯